# Galiläakirche (Berlin-Friedrichshain)
Die evangelische Galiläakirche und das direkt daneben liegende Gemeindehaus wurden 1909–1910 nach einem Entwurf der Architekten Georg Dinklage und Ernst Paulus in der engen Straßenflucht der Rigaer Straße 9/10 im Berliner Ortsteil Friedrichshain in historisierendem gotischem Stil in geschlossener Bebauung errichtet. Der Baustil des mit roten Ziegeln verblendeten gemauerten Gebäudes erinnert einerseits an märkische Traditionen, andererseits klingt bereits die beginnende Moderne an. Nach teilweisen Zerstörungen im Zweiten Weltkrieg wurde die Kirche, die unter Denkmalschutz steht, restauriert. Sie diente fast hundert Jahre lang als Gottesdienststätte der Evangelischen Kirchengemeinde Galiläa, später der Kirchengemeinde Galiläa-Samariter im Kirchenkreis Berlin Stadtmitte der Evangelischen Kirche Berlin-Brandenburg-schlesische Oberlausitz (EKBO).

## Geschichte
Der Bau des Gotteshauses wurde durch die rapide ansteigende Bevölkerungszahl in diesem Arbeiterquartier notwendig. In nur wenigen Jahren wurde aus Ackerland und Wiesen ein dicht besiedeltes Gebiet, in dem es bereits die Samariterkirche gab. Die Zahl der Gemeindeglieder in dieser Samariter-Kirchengemeinde war zwischen 1894 und 1910 von etwa 17.000 auf rund 70.000 angewachsen. Daher wurde 1906 vom Berliner Stadtsynodalverband beschlossen, eine Tochtergemeinde zu gründen, die auch einen eigenen Kirchenbau erhalten sollte. Die finanziellen Mittel der Samariter-Kirchengemeinde reichten jedoch nur für den Ankauf eines kleinen etwa 900 m2 großen sich nach Süden verjüngenden Grundstücks in der Rigaer Straße 9/10 für etwa 89.000 Mark (kaufkraftbereinigt in heutiger Währung: rund 629.000 Euro). Mit finanzieller Unterstützung des seit dem 2. Mai 1890 bestehenden Kirchenbau-Vereins zur „Bekämpfung des religiös-sittlichen Notstands“ in Berlin, deren Schirmherrin Kaiserin Auguste-Viktoria war, konnte der Bau der Kirche für ungefähr 200.000 Mark und des Gemeindehauses für rund 65.000 Mark durchgeführt werden. Der erste Spatenstich erfolgte am 5. April 1909 und am 20. Juni 1910 wurde die Kirche eingeweiht. Die Galiläakirche wurde nach einem Gebiet im Norden Israels benannt. Die Galiläa-Kirchengemeinde wurde am 1. Mai 1911 selbstständig.
Am 3. Februar 1945 wurde der Bau bei einem alliierten Luftangriff größtenteils zerstört, 1951 begann der Wiederaufbau. 1960 wurden die Kirchenfenster erneuert, 1963 und 1978 musste das Dach neu eingedeckt werden. Der Turm wurde 1975 saniert.

## Nutzung
In der Galiläakirche werden heute keine Gottesdienste mehr abgehalten. Am 9. November 2008 wurde von der Hedwig-Wachenheim-Gesellschaft e. V. in der Kirche eine Dauerausstellung über den bis dahin unzureichend öffentlich bekannten Jugendwiderstand und die Jugendopposition in der DDR eröffnet.
Inzwischen wird die Galiläakirche vom Verein zum Erhalt und zur Förderung des Jugendwiderstandsmuseums e. V. als unabhängiger Veranstaltungsort für Musik, Film, Literatur, Performance und andere künstlerische Aktivitäten, aber auch für soziale und nachbarschaftliche Initiativen betrieben. Dieser unterhält hier auch das Jugendwiderstandsmuseum, das 2025 wiedereröffnet werden soll.

## Architektur

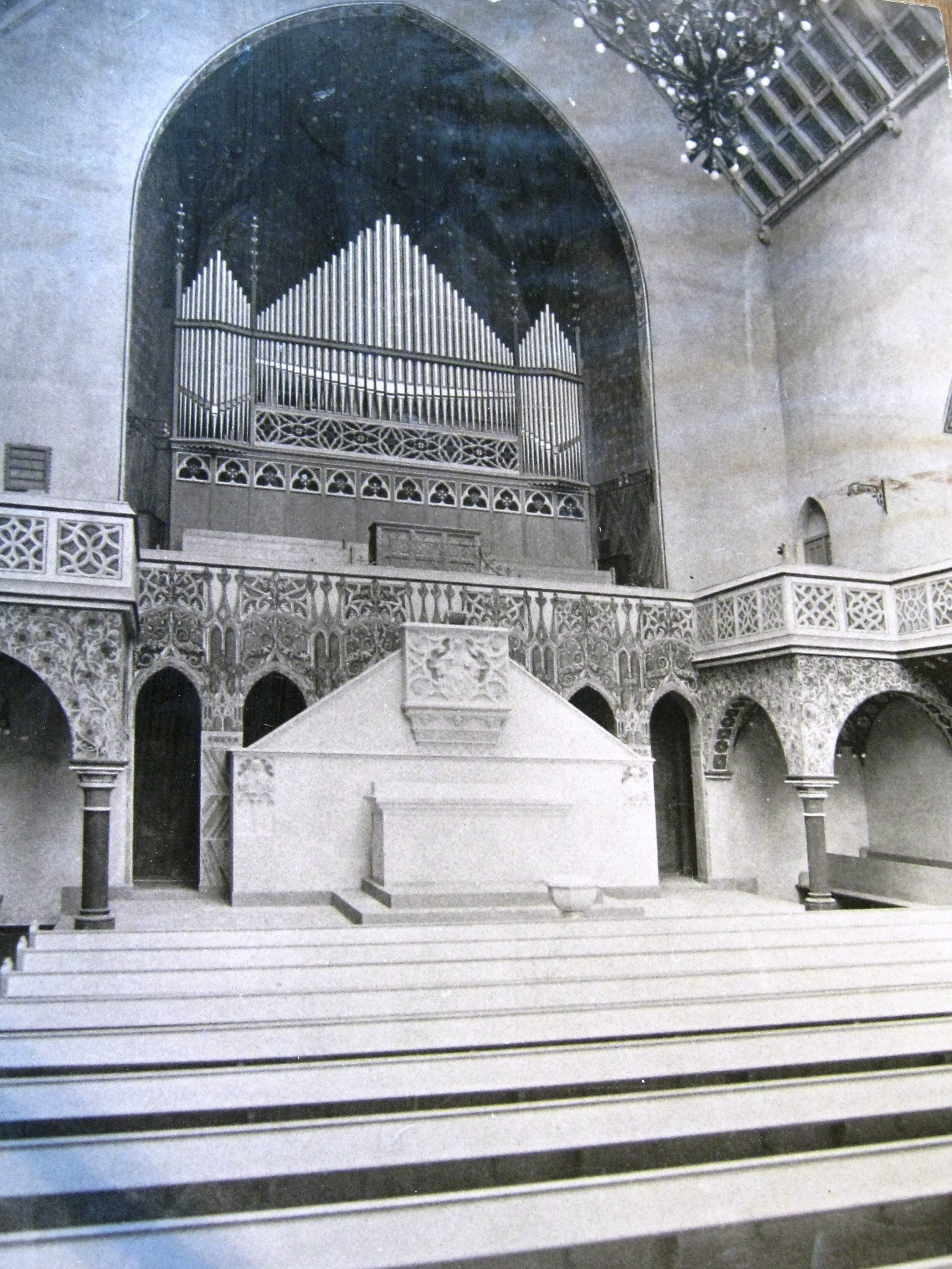
Altar und Orgel der Galiläakirche

Das Gemeindehaus grenzt an den übergiebelten Seitenrisalit der von Baustadtrat Hermann Blankenstein in den Formen der märkischen Backsteingotik entworfenen und von seinem Nachfolger Ludwig Hoffmann 1898 fertiggestellten dreigeschossigen ehemaligen Liebig-Realschule in der Rigaer Straße 8. Der kasernenförmig wirkende Schulbau wurde durch vielfältige Dekorationen wie mehrfarbige Klinkerverbände und detaillierten Terracottaschmuck gemildert.
Die asymmetrische Fassade von Kirche und Gemeindehaus passten Dinklage und Paulus an das dekorativ gestaltete benachbarte Schulgebäude an. Der Zugang zum Kirchraum erfolgt über zwei Eingänge, einem getreppten Spitzbogenportal mit darüber liegenden Schmuckelementen aus textilem Ziegelmaßwerk im seitlichen Turm und einem ebenso gestalteten Portal im Gemeindehaus. Dahinter befinden sich die Seitenschiffe. Die hohe Turmwand hat lukenartige Fenster und eine große paarige Schallöffnung. Über einem Fries aus Maßwerkpässen und darüber liegender Balustrade erhebt sich der schlanke verkupferte Spitzhelm, der ursprünglich mit Ziegeln gedeckt war. Der Turm setzt sich als Landmarke mit 50 Metern Höhe deutlich von den umliegenden Wohngebäuden ab.
Auf der rechten Seite des Gemeindehauses, neben dem Schulgebäude, befindet sich das Treppenhaus, auf der linken Seite neben dem Turm erstreckt sich über die Obergeschosse ein dreiseitig vortretender Erker, der mit einem verkupferten Spitzdach versehen ist, das ursprünglich mit Ziegeln gedeckt war. Der Giebel des Kirchenschiffes hat drei Fenster, die jeweils in zwei Spitzbogenfenster unterteilt sind, über dem mittleren befindet sich eine Rosette. Im Erdgeschoss sind ebenfalls drei kleine Doppelfenster. Neben dem Turm, an der Grenze zum Nachbarhaus, befindet sich das Treppenhaus mit dem Zugang zur Glockenstube, das in einem Türmchen mit kupfernem Kegeldach ausläuft, unter dem die Turmuhr angeordnet ist.

## Ausstattung
Die Innenraumdisposition entsprach dem Wiesbadener Programm. Der Grundriss bildet ein Viereck. Die beiden Längsseiten haben Emporen. Der Zentralraum mit vierseitigem sterngewölbtem Chorpolygon hat eine gebrochene Kassettendecke mit Oberlicht. Der Kirchenraum wurde im Zweiten Weltkrieg teilweise zerstört. Die beschädigte Kassettendecke wurde in den 1950er Jahren erneuert. Aus der Erbauungszeit sind die Emporen und der amboartige Kanzelaltar erhalten geblieben.